# Vrbica Stefanov
Vrbica Stefanov (in macedone Врбицa Стефaнов?; Kavadarci, 19 dicembre 1973) è un ex cestista e allenatore di pallacanestro macedone.

## Carriera

### Club
La sua carriera è iniziata in Macedonia dove ha giocato per due squadre della capitale Skopje, l'MZT e il Rabotnički. Nel 1999-2000 è di scena in Turchia, al Pınar Karşıyaka.
Dopo una stagione all'AEK Atene con cui vinse la Coppa di Grecia, Stefanov è stato per quattro anni il playmaker titolare della Montepaschi Siena contribuendo alla conquista di una Coppa Saporta e un campionato italiano, oltre che di una supercoppa italiana e alla partecipazione a due final four di Eurolega.
Nel 2005 è tornato in Turchia, questa volta all'Ülker Istanbul, poi ha avuto brevi parentesi tra Stella Rossa e Olympiacos. Nel maggio 2007 ha firmato un contratto a gettone con Siena, che lo ha ingaggiato allo scopo di cautelarsi da eventuali infortuni nel finale di stagione.
Le sue ultime esperienze professionistiche da giocatore sono state con i turchi del Mersin e con gli spagnoli del Minorca.

### Nazionale
Ha giocato nella Nazionale macedone dal 1995 al 2009, diventandone capitano e partecipando agli europei 1999 e 2009.
Il 23 marzo 2009 è stato premiato con una medaglia al valore dal Primo Ministro macedone.

## Palmarès

### Giocatore
- Campionato macedone: 1

Rabotnički Skopje:1999
- Campionato turco: 1

Ülkerspor: 2005-06
- Campionato italiano: 2

Mens Sana Siena: 2003-04, 2006-07
- Coppa di Macedonia: 2

MZT Skopje: 1996, 1997
- Coppa di Grecia: 1

AEK Atene: 2000-2001
- Supercoppa italiana: 1

Mens Sana Siena: 2004
- Coppa Saporta: 1

Mens Sana Siena: 2001-02

#### Riconoscimenti Individuali
- MVP Campionato macedone (1999)